# Tři konšelé
Tři konšelé (též Konšelé) byla protinacistická odbojová organizace působící v Protektorátu Čechy a Morava. Její příslušníci se zabývali sběrem zpravodajských informací, které prostřednictvím kurýrního spojení předávali československým zpravodajcům v londýnském exilu.

## Vznik
Organizace vznikla již v den okupace Čech a Moravy 15. března 1939. Jejími zakladateli byli bývalí důstojníci druhého oddělení Hlavního štábu František Fárek, Antonín Longa a Alois Čáslavka. Jako hlavní cíle si určili především vybudování zpravodajské sítě s maximálním důrazem na kvalitu spolupracovníků, dále dodržování přísných konspiračních opatření a společné plánování všech akcí.
Poté, co se jim začátkem dubna 1939 podařilo přes francouzskou ambasádu navázat styk s československou zpravodajskou skupinou v exilu vedenou plk. Františkem Moravcem, zajistili si spojení pro předávání zpráv. To bylo vytvořeno přes průvodčího mezinárodního rychlíku Praha-Paříž. Zpravodajskou síť vytvářeli především z bývalých zpravodajských důstojníků a jejich prostřednictvím získávali důležité informace z ministerstva vnitra.
V červenci získala skupina další spojení, tentokráte přes polskou ambasádu na polskou zpravodajskou službu. Polákům předávali informace o dislokacích a pohybech německých jednotek v Protektorátu a na Slovensku. O dalším napojení, tentokráte na Obranu národa se jednalo začátkem léta 1939. Nakonec se toto napojení z rozhodnutí zpravodajské skupiny v Londýně neuskutečnilo a Tři konšelé zůstali nezávislou skupinou.

## Činnost
Síť skupiny zasahovala například na legislativní odbor ministerstva vnitra, odkud získávala informace o chystaných zákonech a nařízeních, prostřednictvím pracovníků drah získávala přehled o pohybech wehrmachtu. Informace podával také výpravčí na Hlavním nádraží Vilém Truníček a to až do svého zatčení v prosinci 1939. Kromě toho se jim povedlo několik významných akcí; v dubnu dokázali převést do Polska rodinné příslušníky československých zpravodajských důstojníků uprchlých 14. března. U těchto rodinných příslušníků hrozilo, že by je gestapo mohlo použít k vydírání čs. zpravodajců v exilu. V polovině srpna se příslušníkovi zpravodajské sítě Zdeňku Říhovi podařilo náhodou v kavárně v Hradci Králové zcizit vysokému německému důstojníkovi aktovku. V té byl nalezen kompletní nástupní plán německého tankového sboru proti Polsku. Tyto informace ale již nemohly polským zpravodajcům pomoct, neboť jim je Fárek předal 30. srpna 1939, dva dny před napadením Polska.
Pro spojení ze zahraničím se předpokládalo i použití vysílačky sestrojené ing. Janem Budíkem, bývalým zaměstnancem 2. oddělení HŠ. Údaje o spojení a šifrovací klíč se k exilovému vedení v Paříži dostal až v době, kdy byla organizace Tři konšelé gestapem zničena.

## Likvidace skupiny
Na stopu skupiny se gestapo dostalo při výsleších pozatýkaných příslušníků Schmoranzovy skupiny tiskových tajemníků. Během září a října jeho agenti prováděli sledování podezřelých a začátkem listopadu udeřili. Zatčeni byli Fárek a Longa, které Lidový soud v Berlíně odsoudil na deset let do vězení. Čáslavka zatčení unikl, neboť byl v době zatýkání ve Švédsku.